# Мистецтво Стародавнього Єгипту (Ермітаж)

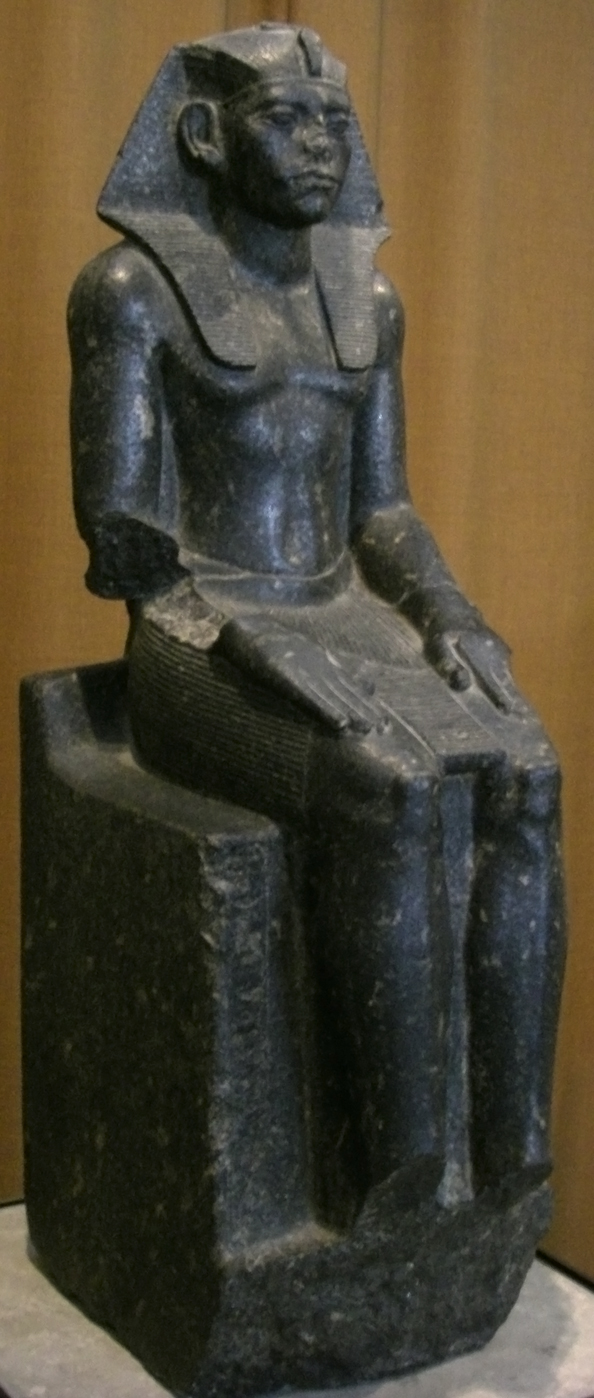
Статуя фараона Аменемхета III, Ермітаж.

Мистецтво Стародавнього Єгипту (Ермітаж) — відома в Росії та Європі колекція старожитностей Єгипту в музеї Ермітаж.

## Історія формування колекції

### Передісторія
Майже 90 років Імператорський Ермітаж не мав значущої колекції старожитностей Єгипту. Зацікавленість прийшла лише після галасливою кампанії Наполеона в арабський Єгипет та вивезення звідти старожитностей, скульптур, творів стародавнього мистецтва.
Але старожитності далекої країни в Петербург привозили.
У 1826 р. Петербурзька Академія Наук придбала єгипетську колекцію Карло Оттавіо Кастільйоне в місті Мілан і перевезла в столицю.
Олексій Норов привіз добре збережену скульптуру левоноголової богині Сехмет з некрополю міста Фіви в Петербург. Але скульптура нікого з можновладців не зацікавила і її байдуже поставили під сходи в Академії мистецтв. Зате два єгипетські сфінкси фараона Аменхотепа III прикрасили набережну біля Академії мистецтв ще у 1832 році.
Свою збірку старожитностей Єгипту мала петербурзька Кунсткамера, але вона була невеликою.
Приватні збірки старожитностей Єгипту в столиці імперії мали також графиня Олександра Лаваль та герцог Максиміліан Лейхтенберзький.

### 1851 рік

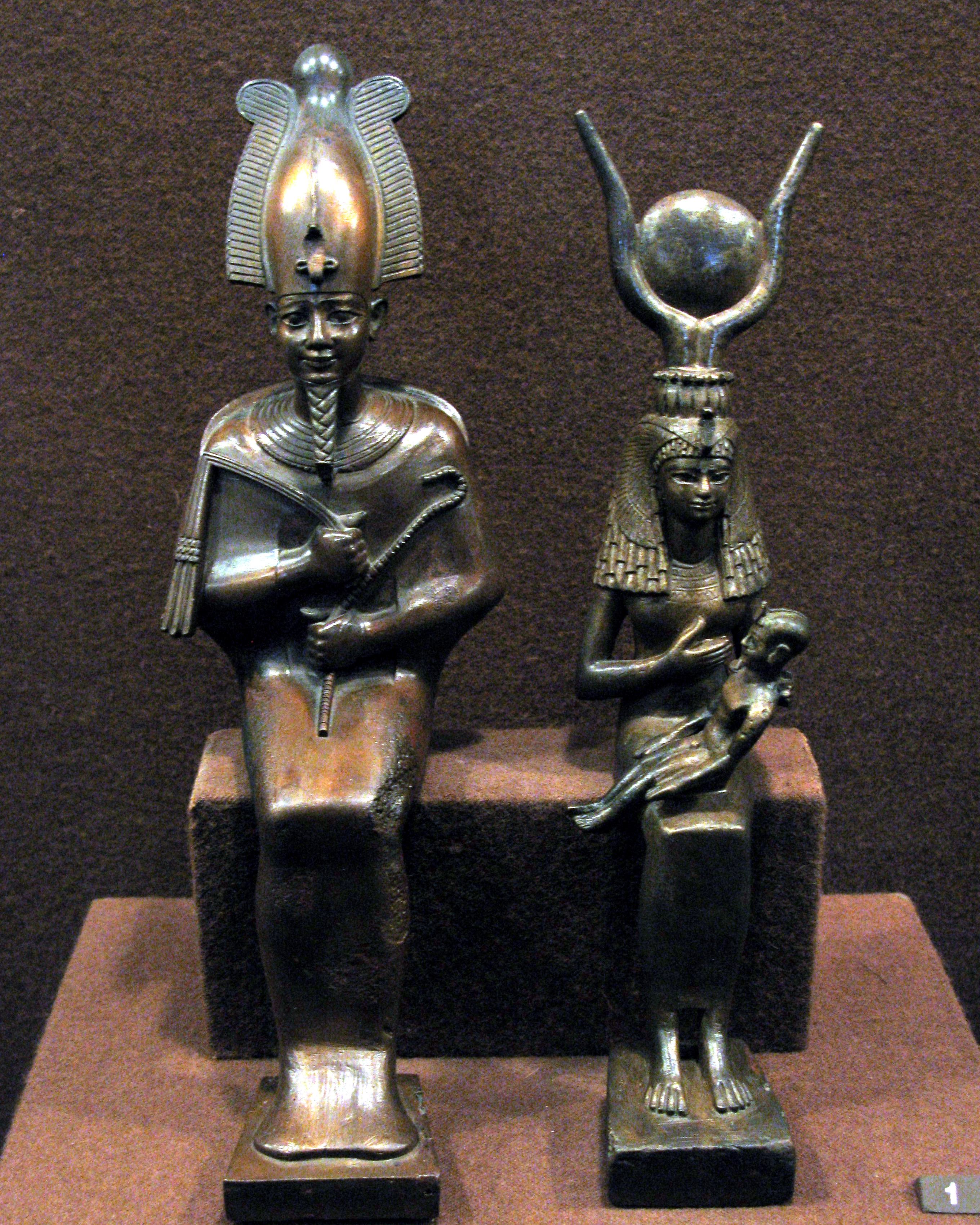

Частину Імператорського Ермітажу з боку Мільйонної вулиці у 1852 р. зробили відкритою для відвідин багатими верствами населення. Колекції для цього Публічного музеуму формували особисто. Серед них була сформована і колекція старожитностей Єгипту. До неї передали частку Єгипетських зібрань з Кунсткамери, з Академії наук. Придбали приватні збірки графині Олександри Лаваль та герцога Максиміліана Лейхтенберзького. Частка речей прийшла як дарунки російських купців та придбана у торговців стародавніми витворами мистецтва в Каїрі. Тільки колишня колекція Кастільйоне дала більш ніж 900 пам'яток єгипетської культури. У 1853 рік з Академії мистецтв забрали скульптуру богині Сехмет.

### Період 1852—1917рр.
На початковому етапі Російська імперія не мала власних науковців — єгиптологів. Колекцію не описували і не досліджували. Це була екзотична колекція модного антикваріату. Стан потроху змінився наприкінці 19 ст., коли колекцією почали займатися В. Бок та Голенищев Володимир Семенович (1856—1947). За сприяння обох колекція значно зросла та почалося її наукове вивчення.

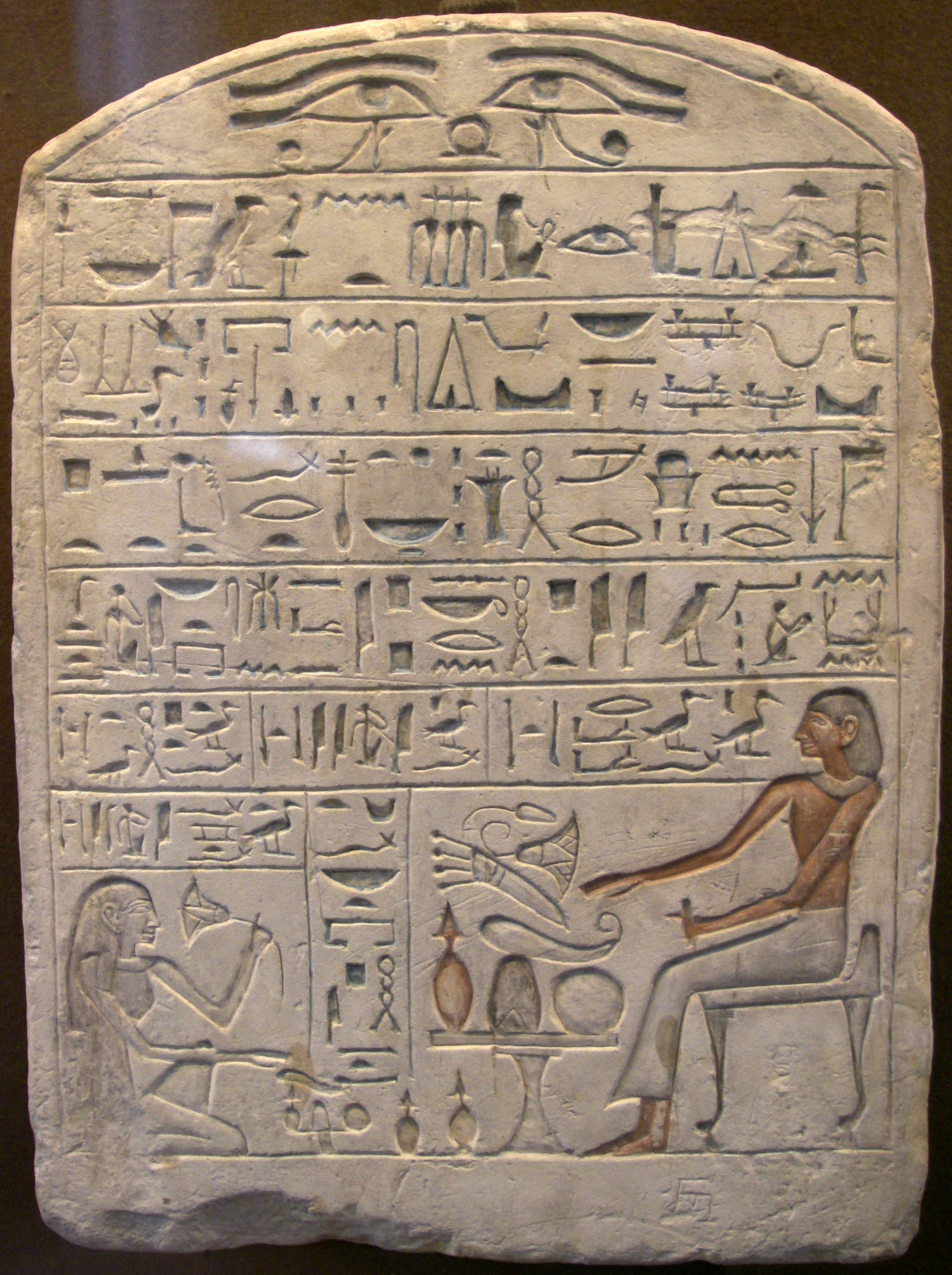

Голенищев закінчив Петербурзький університет і був поліглотом. Він знав 13 мов, а арабську — як рідну. Науковець дивував швидким прочитанням стародавніх написів Єгипту без попередніх приготувань. Саме йому вдалося перевести в Ермітаж залишки Єгипетської колекції Кунсткамери та ввести в науковий обіг текстів з папірусів єгипетської колекції музею, що стануть видатними пам'ятками історії
- Папірус № 1 Санкт-Петербурга
- Папірус Эрмитаж 1116A
- Папірус Эрмитаж 1115.

Протягом 25 років Голенищев зробив майже 60 подорожей по арабському Єгипту і зібрав власну колекцію старожитностей, що пізніше стане державним надбанням (нині її зберігає Музей образотворчих мистецтв імені Пушкіна  в Москві).

### В 20 ст.

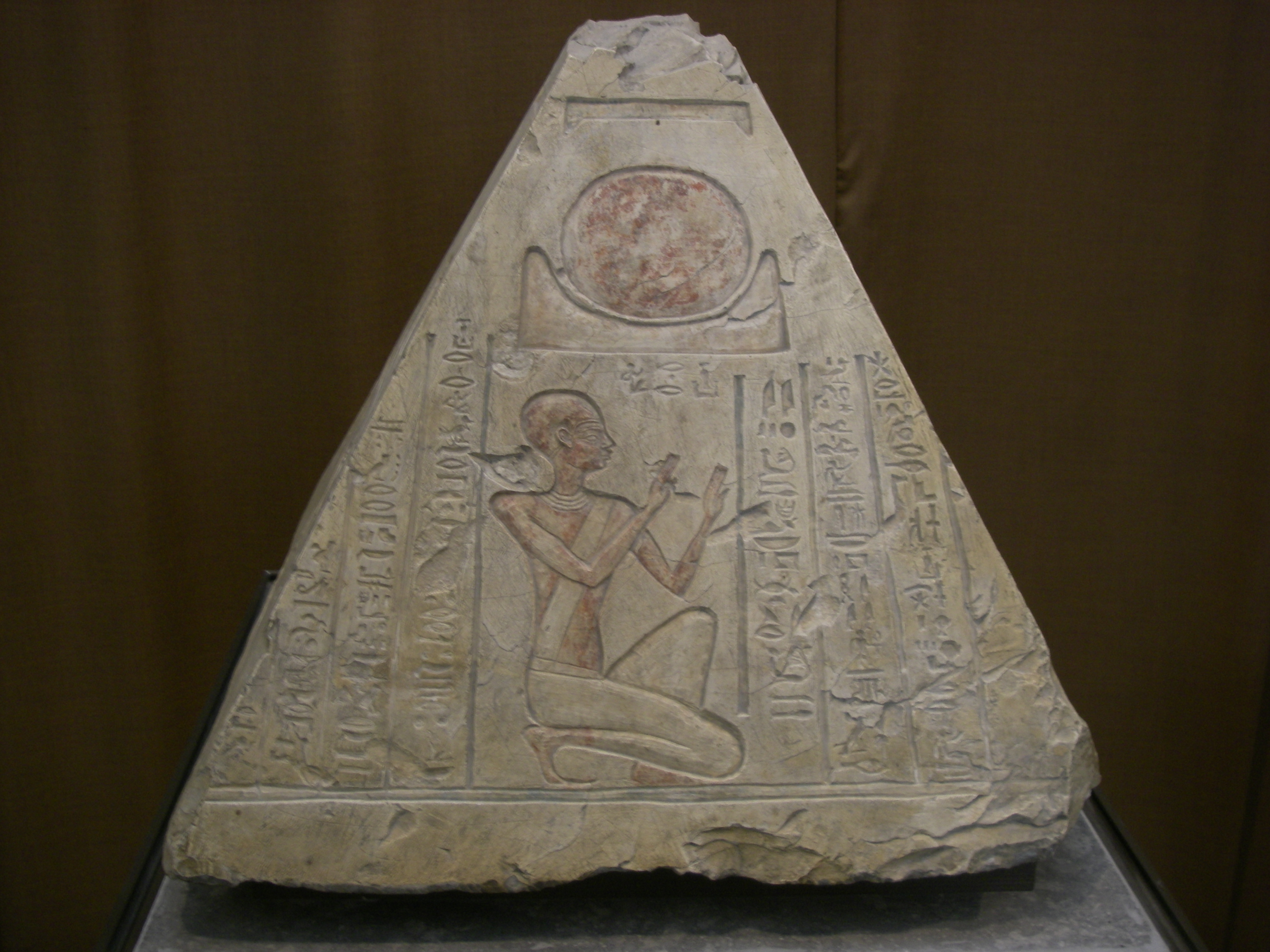

З 1918 по 1933 рр. єгипетською колекцією Ермітажу опікувався східнознавець Василь Струве.
У 1940 р. під розпланування експозиції мистецтва Стародавнього Єгипту віддали велику залу на першому поверсі Зимового палацу, що за царату була головним буфетом.
Збірка поступається кількістю і якістю музейним колекціям Метрополітен-музею, Лувру, Британського музею.
На початку 1980-х рр. Ермітаж мав нагоду приймати археологічні знахідки з гробниці фараона Тутанхамона.

### Експозиції

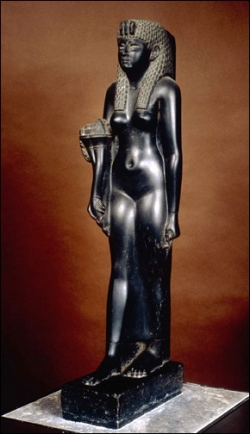

Усі найкращі речі представлені в залі. Колекція має як археологічний матеріал Стародавнього Єгипту, так і речі елліністичного Єгипту, коптського періоду, ранньохристиянського та середньовічного арабського періодів.
Серед них
- Левиноголова богиня Сехмет
- глеки з напівпрозорого алебастру
- вази-канопи з масками тварин
- гліптика(різьба по напівкоштовному камінню) Стародавнього Єгипту
- скульптурні портрети (фараон Аменемхет III, фараон Тахарка, скульптура у повний зріст Арсиної, голова юнака з дерева тощо)
- два чорні саркофаги з базальту
- єгипетські мумії
- коптський текстиль
- вироби з єгипетського скла
- вапнякові стели тощо.